# Izquierda Juvenil Socialdemócrata
Izquierda Juvenil Socialdemócrata (IZJUSO) es una organización juvenil integrada por Comités de Acción Política (CAPs), los cuales son las células de operación del Partido Alternativa Socialdemócrata, como lo indican sus estatutos.

## Orígenes
En un panomarama previo a la Elección del 2006 en México, la participación de los jóvenes disminuyó considerablemante, ante el hartazgo por las campañas políticas.
Muchos jóvenes que votaron por Patricia Mercado Castro como candidata a la Presidencia y por los candidatos del Partido Alternativa Socialdemócrata , y que después de las elecciones se afiliaron o adhirierion al Partido, decidieron organizarse para crear (IZJUSO), en septiembre de 2007, con fundamento en los nuevos estatutos del partido aprobados por el Consejo General del Instituto Federal Electoral, después de un seminario de la Fundación Voz Alternativa.

## Objetivos
Su objetivo principal es la incorporación de los jóvenes en la política, mediante acciones creativas, innovadoras y una preparación constante.
IZJUSO está integrada por militantes, simpatizantes y adherentes jóvenes al Partido Alternativa Socialdemócrata, además de colaboradores externos.
IZJUSO está integrada por un órgano colegiado, uno de sus fines es la formación de cuadros políticos jóvenes, abrir espacios con acciones afirmativas a favor de los jóvenes, crear un grupo interdiciplinario de trabajo para abordar los grandes temas nacionales y locales, además de realizar programas de acción en beneficio de las mayorías en pro de conseguir la igualdad social.

## Fundación
Actualmente (IZJUSO) está trabajando en la fundación y formación de la organización a través de su Comité Fundador.

## Estructura
Izquierda Juvenil Socialdemócrata se compone por la siguiente estructura:
- Congreso Nacional
- Colegio de Dirección
- 32 Representaciones Locales
- 1 Representación Ejecutiva Nacional

Cada representación local se compone de los miembros de cada una de las 32 entidades federativas de la república mexicana.